# Grafo meio-transitivo
No campo da matemática da teoria dos grafos, um grafo meio-transitivo é um grafo que é tanto vértice-transitivo quanto aresta-transitivo, mas não é simétrico. Em outras palavras, um grafo é meio-transitivo, se o seu grupo de automorfismo atua transitivamente em ambos os seus vértices e arestas, mas não em pares ordenados de vértices ligados.

O grafo de Holt é o menor grafo meio-transitivo. A falta de simetria reflexiva neste desenho destaca o fato de que as arestas não são equivalentes aos suas inversas.

Todo grafo simétrico conectado deve ser vértice-transitivo e aresta-transitivo, e o inverso é verdadeiro para grafos de grau ímpar, de modo que os grafos meio-transitivos de grau ímpar não existem. Contudo, existem grafos meio-transitivos de grau par. O menor grafo meio-transitivo é o grafo de Holt, com grau 4 e 27 vértices.